# Landstede Hammers
I Landstede Hammers sono una società cestistica olandese di Zwolle.
Fondata nel 1995 gioca nel campionato olandese.
Disputano le partite interne nel Landstede Sportcentrum, che ha una capacità di 1.200 spettatori.

## Palmarès
- Campionato olandese: 1

2018-19
- Supercoppa d'Olanda: 2

2017, 2019